# Lúcio Cecílio Metelo Calvo
Lúcio Cecílio Metelo Calvo (em latim: Lucius Caecilius Metellus Calvus) foi um político da gente Cecília Metela da República Romana eleito cônsul em 142 a.C. com Quinto Fábio Máximo Serviliano. Era filho de Quinto Cecílio Metelo, cônsul em 206 a.C., irmão de Quinto Cecílio Metelo Macedônico, cônsul em 143 a.C.. Ele teve dois filhos, Lúcio Cecílio Metelo Dalmático, cônsul em 119 a.C., e Quinto Cecílio Metelo Numídico, cônsul em 109 a.C., além de uma filha, Cecília Metela Calva, esposa de Lúcio Licínio Lúculo. É possível que tenha tido um outro filho chamado Quinto Cecílio Metelo.

## Carreira
Metelo Calvo foi pretor e, em 142 a.C., foi eleito cônsul com Quinto Fábio Máximo Serviliano e recebeu a Hispânia como província, onde deu continuidade à Guerra Lusitana contra Viriato. Durante seu mandato, foi testemunha, com seu irmão, Quinto Cecílio Metelo Macedônico, no processo contra Quinto Pompeu Aulo, cônsul em 141 a.C., acusado de extorsão e covardia. No ano seguinte foi procônsul da Gália Cisalpina, onde continuou como legado entre 140 e 139 a.C.. Neste período, Calvo participou ainda de diversas embaixadas aos reinos orientais da Grécia e do Egito ptolemaico com Cipião Emiliano e Espúrio Múmio.